# Michel Biel
Michel Biel  (* 27. Januar 1993) ist ein französischer Schauspieler.

## Leben
Michel Biel spielte 2017 einen französischen Soldaten in dem Film Dunkirk.

## Filmografie (Auswahl)
- 2017: Dunkirk (Kinofilm)
- 2017–2018: Demain nous appartient (Fernsehserie, 16 Folgen)
- 2019: Einsam Zweisam (Fernsehfilm)
- 2018–2020: Skam France (Fernsehserie, 34 Folgen)
- 2020: Emily in Paris (Fernsehserie, 1 Folge)
- 2022: Summit Fever – Immer am Limit (Kinofilm)